# František Alexandr Zach

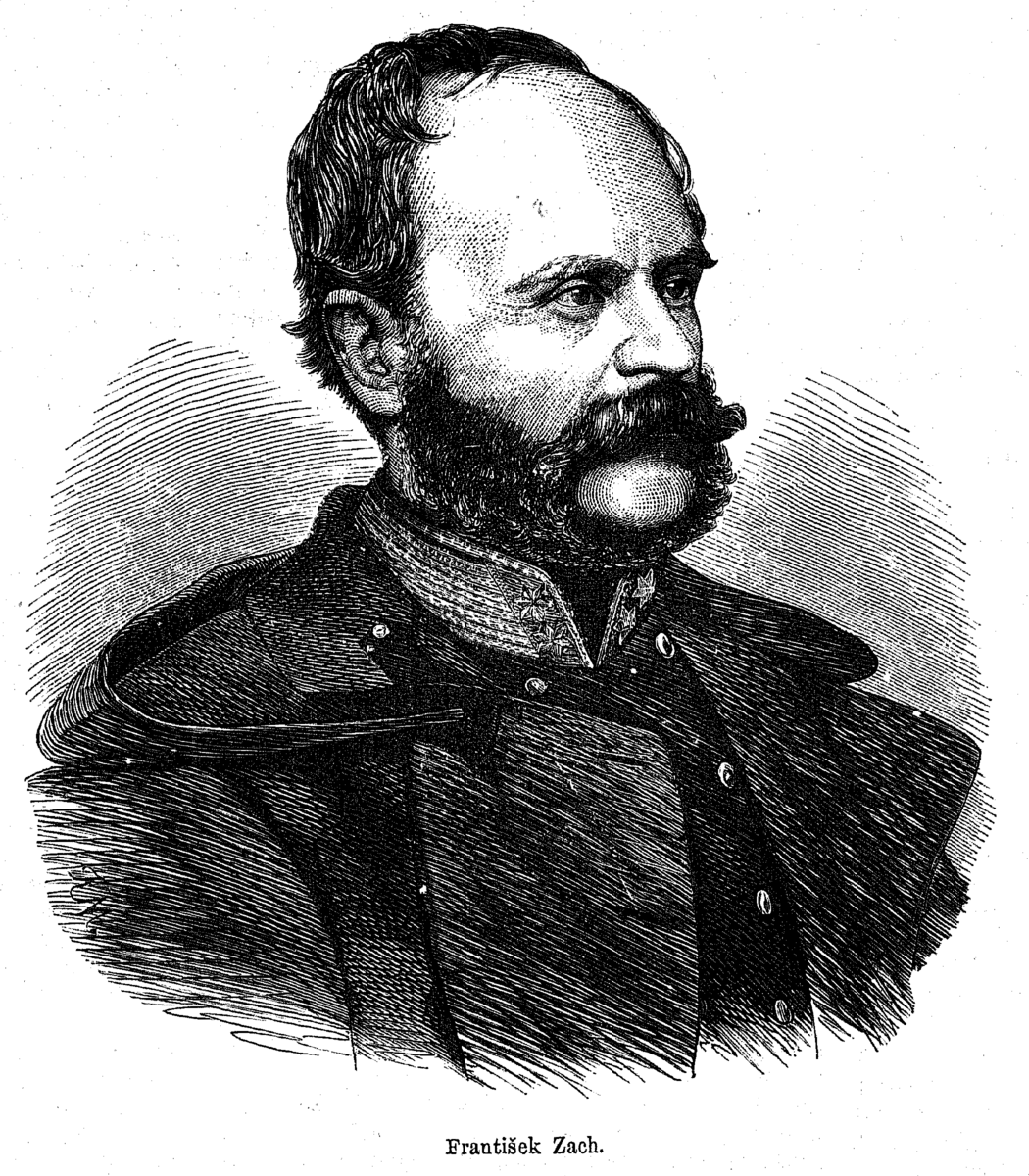
František Alexandr Zach, 1867

František Alexandr Zach (* 1. Mai 1807, Brünn, Mähren; † 14. Januar 1892 ebenda) war ein tschechischer Militärtheoretiker und General in der Armee des Fürstentums Serbien. Er begründete die Militärakademie in Serbien.
Geboren wurde er in Brünn in Mähren in einer Gastwirtfamilie. 1824 absolvierte er das Deutsche Gymnasium in Brünn und studierte Rechtswissenschaft in Wien. Danach war er als Beamter in verschiedenen Ortschaften Mährens tätig. In dieser Zeit wurde Zach glühender Panslawist und beteiligte sich 1830 am polnischen Novemberaufstand. Nach dem Niederschlag des Aufstandes emigrierte er nach Paris und widmete sich militärischen Studien. In Paris pflegte er sehr gute Kontakte zum Prinzen Adam Czartoryski, manche sahen in ihm sogar einen Agenten Czartoryskis. Für eine kurze Zeit lebte Zach auch in Belgrad. Das Revolutionsjahr 1848 erlebte er in Prag und nahm am dortigen Slawenkongress teil. 1849 kehrte er nach Belgrad zurück, wo er die Militärakademie gründete. Er selbst lehrte das Artilleriewesen.
Unter dem Fürsten Michael wurde er dessen Berater und General in der serbischen Armee. Zach nahm am serbisch-osmanischen Krieg teil, wo er verwundet wurde und ein Bein verlor. Obwohl František Zach von serbischen Politikern 1876 für die Niederlage im ersten serbisch-osmanischen Krieg mitverantwortlich gemacht wurde, da ein Teil des Offizierskorps in der von ihm geleiteten Militärakademie ausgebildet wurde („offensichtlich war ihm das Militärhandwerk fremd“, so der damalige Premierminister Jovan Ristić), genießt er heute in Serbien großes Ansehen. 1882 beendete er seinen Militärdienst in Serbien und kehrte nach Brünn zurück, wo er 1892 verstarb.